# Trasformazione ortogonale
In matematica, più precisamente in algebra lineare, una trasformazione ortogonale è una trasformazione lineare di uno spazio euclideo che preserva il prodotto scalare. 
Una trasformazione ortogonale può essere espressa (rispetto ad una base ortonormale finita) tramite una matrice ortogonale. Una trasformazione ortogonale è sempre un'isometria. D'altra parte, ogni isometria che fissa l'origine è una trasformazione ortogonale.

## Definizione
Sia {\displaystyle E} uno spazio euclideo, cioè uno spazio vettoriale reale dotato di un prodotto scalare definito positivo. Una trasformazione ortogonale è una trasformazione lineare {\displaystyle f:E\to E} che preserva il prodotto scalare. Vale cioè la relazione:
{\displaystyle \langle f(x_{1}),f(x_{2})\rangle =\langle x_{1},x_{2}\rangle }
per ogni coppia di vettori {\displaystyle x_{1},x_{2}} in {\displaystyle E}.

## Proprietà

### Isometria
Una trasformazione ortogonale preserva la norma di un vettore:
{\displaystyle ||f(x)||=||x||}
Più in generale, la trasformazione preserva la distanza su {\displaystyle E}:
{\displaystyle d(x_{1},x_{2})=d(f(x_{1}),f(x_{2}))}
In altre parole, una trasformazione ortogonale è una isometria.
Non tutte le isometrie di {\displaystyle E} sono trasformazioni ortogonali: ad esempio la traslazione di un vettore {\displaystyle v} fissato non nullo:
{\displaystyle f(x)=x+v}
è una isometria che non fissa l'origine, e quindi non è una trasformazione ortogonale.
D'altra parte, ogni isometria che fissa l'origine è una trasformazione ortogonale. Quindi ogni isometria è composizione di una trasformazione ortogonale e di una traslazione.

### Matrice associata
La matrice associata ad una trasformazione ortogonale rispetto ad una base ortonormale è una matrice ortogonale, ovvero una matrice quadrata {\displaystyle A} tale che:
{\displaystyle A^{t}A=I}

### Gruppo
Le applicazioni ortogonali formano un gruppo con l'operazione di composizione di funzioni. Questo gruppo è isomorfo al gruppo ortogonale formato da tutte le matrici ortogonali.

## Generalizzazioni

### Prodotto scalare arbitrario
Nella definizione di trasformazione ortogonale, alcuni autori non richiedono che il prodotto scalare sia definito positivo. Con questa convenzione, ad esempio, una trasformazione di Lorentz è una trasformazione ortogonale dello spazio di Minkowski, il cui prodotto scalare ha segnatura {\displaystyle (3,1)}.